# Avenida 20 de Noviembre
La Avenida del 20 de Noviembre es una ancha vialidad trazada en la parte sur del primer cuadro del Centro histórico de la Ciudad de México hacia la primera mitad del siglo XX.
Esta avenida conecta a la llamada Calzada de Tlalpan a la altura de la llamada Plaza de Tlaxcoaque en dirección sur a Norte con la Plaza de la Constitución. Su ubicación le vale como un eje visual de dicha plaza y del principal edificio que se ubica al Norte de ésta: La Catedral Metropolitana de la Ciudad de México. Asimismo, sirve como puerta de entrada de la zona Sur de la ciudad al denominado centro histórico.
La idea de su creación se llevó a cabo hacia el año de 1936 para la conmemoración del vigésimo sexto aniversario de la Revolución mexicana en año de 1910. Para poder llevar a cabo el proyecto de esta avenida, se demolieron algunos edificios de valor histórico que databan del periodo colonial, mientras que otros fueron reducidos en dimensión (como el palacio de los Condes de la Cortina o el Templo de San Bernardo), y otros de reciente factura fueron levantados en el estilo denominado "neocolonial". De igual forma se unieron y ampliaron algunas calles que no se encontraban conectadas entre sí. En el caso del Templo de San Bernardo, el edificio fue movido piedra a piedra para formar la actual esquina de 20 de noviembre con la actual calle de Venustiano Carranza.
A lo largo de la calzada, es posible apreciar algunos estilos arquitectónicos entre los que destaca el Funcional, el Neocolonial y algunas construcciones del periodo Virreinal que se mentienen en pie y han sido restauradas, entre cuyos ejemplos destacan el Templo de Templo de San Miguel Arcángel.
Esta avenida también es una zona de comercio importante en esta parte de la ciudad ya que en ella se encuentran algunas tiendas y comercios dedicados a la venta de ropa, sobre todo en el cruce con la Avenida José María Izazaga San Pablo. Cercano a la Plaza de la Constitución, se ubican los primeros grandes almacenes de tiendas departamentales que se instalaron en la ciudad.
Así también, es importante señalar que del lado oriente de la avenida, y entre las calles de República de El Salvador y de la Calle de Mesones se ubica el antiguo Hospital de Jesús, el primero hospital del continente fundado por el conquistador Hernán Cortés y en cuya iglesia, ubicada al norte del edificio, se ubican depositados sus restos mortales.